# Kwok Chun Ting
Kwok Chun Ting (* 17. Oktober 2007) ist ein chinesischer Sprinter, der international für Hongkong startet.

## Sportliche Laufbahn
Erste Erfahrungen bei internationalen Wettbewerben sammelte Kwok Chun Ting im Jahr 2023, als er bei den U18-Asienmeisterschaften in Taschkent in 13,86 s den vierten Platz im 110-Meter-Hürdenlauf belegte und mit der Hongkonger Sprintstaffel (1000 Meter) mit 1:55,60 min auf Ranf fünf gelangte. Im Jahr darauf schied er bei den Hallenasienmeisterschaften in Teheran mit 6,80 s im Halbfinale im 60-Meter-Lauf aus und anschließend gewann er bei den U20-Asienmeisterschaften in Dubai in 10,46 s die Bronzemedaille über 100 Meter und siegte in 39,67 s im Staffelbewerb. Zudem belegte er in 15,18 s den achten Platz über 110 m Hürden. Im August schied er bei den U20-Weltmeisterschaften in Lima mit 10,65 s in der ersten Runde über 100 Meter aus und belegte mit der Staffel in 40,26 s den achten Platz. 2025 schied er bei den Asienmeisterschaften in Gumi mit 10,52 s im Semifinale über 100 Meter aus und gewann mit der Staffel in 39,10 s gemeinsam mit Chan Yat Lok, Lee Hong Kit und Magnus Johannsson die Bronzemedaille hinter den Teams aus Südkorea und Thailand.

## Persönliche Bestleistungen
- 100 Meter: 10,37 s (−0,3 m/s), 12. April 2025 in Hongkong
  - 60 Meter (Halle): 6,72 s, 16. Februar 2025 in Hongkong